# كأس الكؤوس الأوروبية 1978–79
كأس الكؤوس الأوروبية 1978–79 (بالإسبانية: Recopa de Europa 1978-79)‏ هو الموسم 19 من  كأس الكؤوس الأوروبية. الذي يشرف على تنظيمه الاتحاد الأوروبي لكرة القدم، وكان عدد الأندية المشاركة فيه  31، وفاز فيه نادي برشلونة.

## نتائج الموسم
| المركز | فريق         | لعب | ف | ت | خ | له | عليه | ف.أ | نقاط | ملاحظة |
| ------ | ------------ | --- | - | - | - | -- | ---- | --- | ---- | ------ |
|        | نادي برشلونة |     |   |   |   |    |      |     |      |        |